# Vätterstads IF
Vätterstads IF var en ishockeyklubb i Jönköping-Huskvarna i Sverige. Klubben bildades den 22 augusti 1967 som en sammanslagning mellan IK Stefa och Vättersnäs IF. Hemmahall var Rosenlundshallen. Den 24 maj 1971 slogs Vätterstads IF själv samman med ishockeysektionen av Husqvarna IF till Husqvarna/Vätterstads IF som sedan bytte namn i september samma år till HV71.

## Historia
I mitten av 1967 planerade Svenska Ishockeyförbundet seriespelet för säsongen 1967/1968, då Vättersnäs IF placerades i Division II Södra A och IK Stefa i Division III. Flera av den nya klubbens spelare representerade redan Huskvarna Södra IS i fotboll. Sammanslagningen var ett sätt att möta konkurrensen från det då starka laget Husqvarna IF, som kvalat till Division I såväl 1966 som 1967.
Debutsäsongen 1967/1968 räddade man kontraktet, men säsongen 1968/1969 degraderades laget ur Division II efter sista matchen mot Nyköpings BIS, som gick till kval till Division I. Säsongen 1969/1970 spelade man i Division III. Säsongen 1970/1971 tillhörde man toppen av Division III södra C och slutade på andra plats efter Husqvarna IF, som säsongen 1969/1970 degraderats ur Division II.

## Ungdom
Klubben var framför allt framgångsrik på ungdomssidan. Pojklaget födda 1954-1955 vann såväl sin serie som lilla pojk-DM 1969. 1970 vann klubbens pojkar Örebrocupen, då en av Sveriges större ungdomsturneringar i ishockey.

### Fotnoter
1. ↑  ”Championnat de Suède 1967/68” (på franska). Passionhockey. 11 mars 1968. http://www.passionhockey.com/hockeyarchives/Suede1968.htm. Läst 15 februari 2015.
2. ↑  ”Championnat de Suède 1968/69” (på franska). Passionhockey. 11 mars 1969. http://www.passionhockey.com/hockeyarchives/Suede1969.htm. Läst 15 februari 2015.